# Liste der Biografien/Mano
Liste der Biografien |
Portal Biografien |
Personensuche
# |
A |
B |
C |
D |
E |
F |
G |
H |
I |
J |
K |
L |
M |
N |
O |
P |
Q |
R |
S |
T |
U |
V |
W |
X |
Y |
Z |
?
 
Ma |
Mb |
Mc |
Md |
Me |
Mf |
Mg |
Mh |
Mi |
Mj |
Mk |
Ml |
Mm |
Mn |
Mo |
Mp |
Mq |
Mr |
Ms |
Mt |
Mu |
Mv |
Mw |
Mx |
My |
Mz
 
Maa |
Mab |
Mac |
Mad |
Mae |
Maf |
Mag |
Mah |
Mai |
Maj |
Mak |
Mal |
Mam |
Man |
Mao |
Map |
Maq |
Mar |
Mas |
Mat |
Mau |
Mav |
Maw |
Max |
May |
Maz
 
Mana |
Manb |
Manc |
Mand |
Mane |
Manf |
Mang |
Manh |
Mani |
Manj |
Mank |
Manl |
Mann |
Mano |
Manp |
Manq |
Manr |
Mans |
Mant |
Manu |
Manv |
Manw |
Many |
Manz
Die Liste der Biografien führt alle Personen auf, die in der deutschsprachigen Wikipedia einen Artikel haben. Dieses ist eine Teilliste mit 93 Einträgen von Personen, deren Namen mit den Buchstaben „Mano“ beginnt.

## Mano
- Mano Le Tough, deutscher DJ und Musikproduzent
- Mano, Erina (* 1991), japanische Schauspielerin und Sängerin
- Mano, Guy Lévis (1904–1980), französischer Lyriker, Übersetzer, Typograf und Verleger
- Mano, Ryōji (* 1990), japanischer Fußballspieler
- Mano, Wilson Carlos (* 1964), brasilianischer Fußballspieler

### Manoa
- Manoa, Afaese (* 1949), tuvaluischer Dichter und Musiker
- Manoa, Asenate (* 1992), tuvaluische Sprinterin und Gewichtheberin

### Manob
- Manobal, Lalisa (* 1997), thailändische Sängerin, Rapperin, Tänzerin und ModelLalisa Manobal (* 1997)

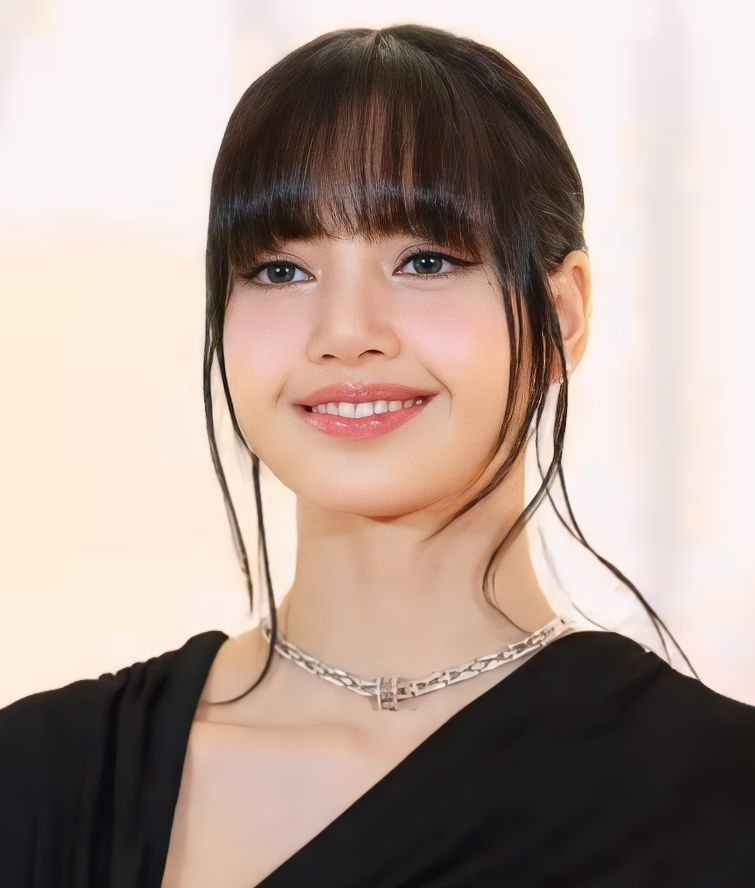
Lalisa Manobal (* 1997)

### Manoc
- Manocchio, Luigi (1927–2024), italienisch-amerikanischer Mobster
- Manochehr, Elyas (* 1978), afghanischer Fußballspieler und -trainer

### Manod
- Manodara, Dilani (* 1982), sri-lankische Cricketspielerin

### Manoe
- Manoel Messias (* 1996), brasilianischer Triathlet
- Manoel, Sérgio (* 1972), brasilianischer Fußballspieler
- Manoela, Larissa (* 2000), brasilianische Schauspielerin, Sängerin, Model, Synchronsprecherin, Autorin und Influencer
- Manoelzinho (1907–1953), brasilianischer Fußballspieler

### Manof
- Manoff, Dinah, US-amerikanische Schauspielerin

### Manog
- Manogue, Corinne (* 1955), US-amerikanische Physikerin und Hochschullehrerin
- Manogue, Patrick (1831–1895), irischer Geistlicher in den Vereinigten Staaten

### Manoh
- Manoharan, Sancheev (* 1986), dänischer Fußballtrainer

### Manoi
- Manoi († 1821), Prinzgouverneur im Königreich Champasak

### Manoj
- Manojlov, Preddy (* 1968), deutscher DJ und Label-Chef
- Manojlović, Igor (* 1977), serbischer Fußballspieler
- Manojlović, Kosta (1890–1949), jugoslawischer Komponist und Musikethnologe
- Manojlović, Marta (1943–2023), serbische Äbtissin des Klosters Tavna
- Manojlović, Miki (* 1950), jugoslawischer bzw. serbischer SchauspielerMiki Manojlović (* 1950)

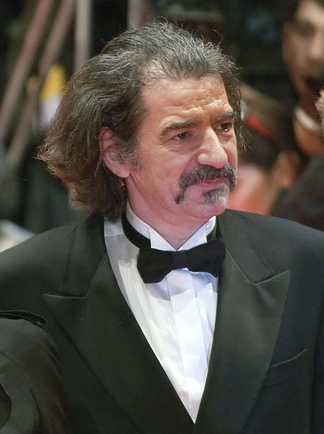
Miki Manojlović (* 1950)

- Manojlović, Nikola (* 1981), serbischer Handballspieler
- Manojlović, Predrag (1951–2014), jugoslawischer Wasserballspieler
- Manojlović, Radmila (* 1985), serbische Folk-Sängerin

### Manol
- Manola, Josef (* 1956), österreichischer Fernsehjournalist und Nachrichtensprecher
- Manolache, Ilinca (* 1985), rumänische Schauspielerin
- Manolache, Laura (* 1959), rumänische Musikwissenschaftlerin und Komponistin
- Manolache, Marius (* 1973), rumänischer Schachgroßmeister
- Manolakis, Giorgos (* 1982), griechischer Laouto- und Bouzoukispieler
- Manolakou, Diamanto (* 1959), griechische Politikerin der Kommunistischen Partei Griechenlands, MdEP
- Manolas, Kostas (* 1991), griechischer Fußballspieler
- Manole, Domnica (* 1961), moldauische Juristin
- Manolescu, Ciprian (* 1978), rumänischer Mathematiker
- Manolescu, Georges (1871–1908), rumänischer Hoteldieb, Heiratsschwindler und Hochstapler
- Manolete (1917–1947), spanischer StierkämpferManolete (1917–1947)

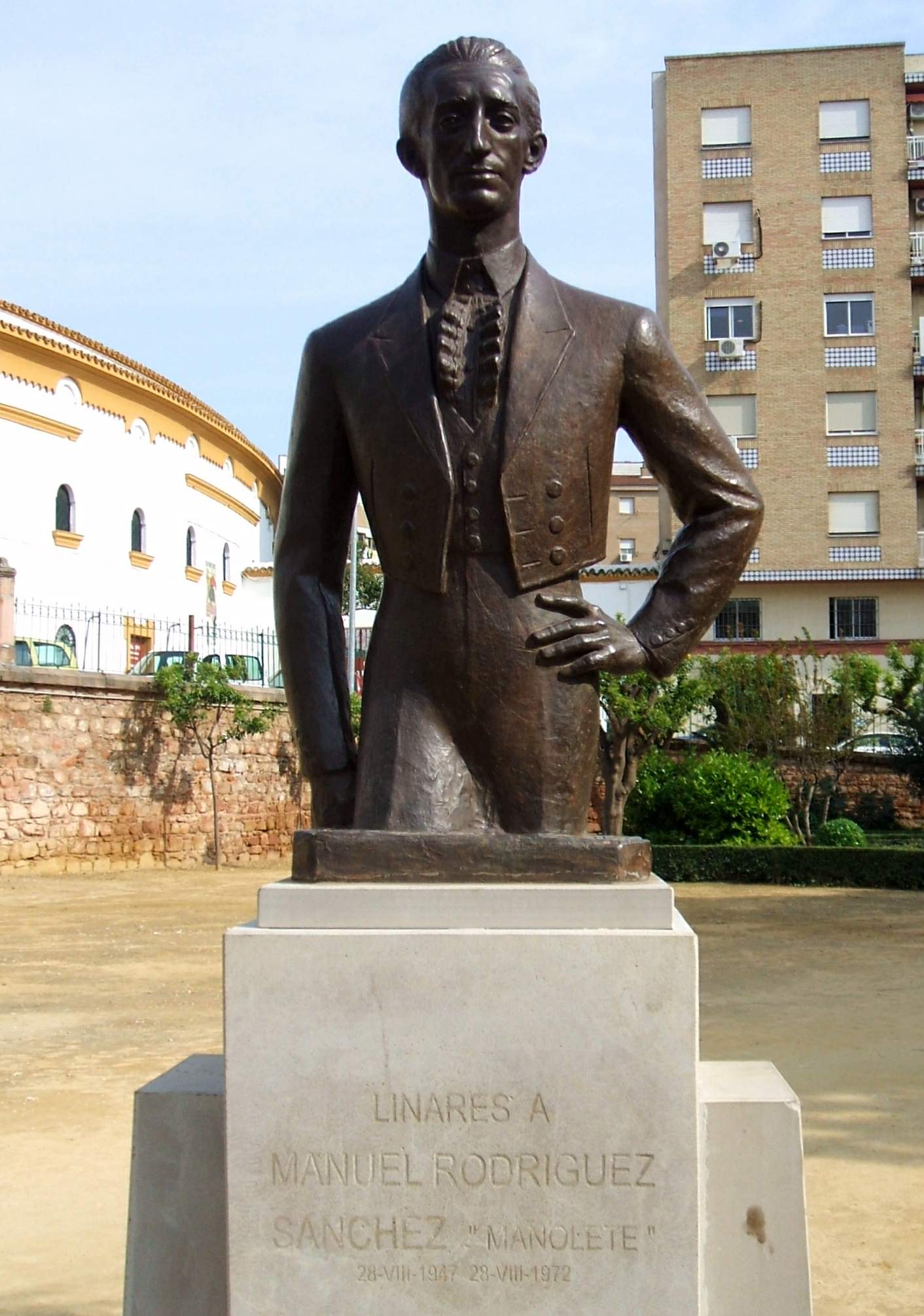
Manolete (1917–1947)

- Manolete (1945–2022), spanischer Flamenco-Tänzer
- Manolew, Stanislaw (* 1985), bulgarischer Fußballspieler
- Manolić, Josip (1920–2024), jugoslawischer Politiker
- Manolides, Eugenia (* 1975), griechische Komponistin, Dirigentin und Fernsehmoderatorin
- Manoliu, Lia (1932–1998), rumänische Leichtathletin und Olympiasiegerin
- Manolo (1938–2008), türkischer Fußballfan und Trommler
- Manolo (* 1965), spanischer Fußballspieler
- Manolowa, Maja (* 1965), bulgarische Juristin und Politikerin
- Manolowa, Marija (* 1963), bulgarische Biathletin

### Manom
- Manombe-Ncube, Alexia (* 1964), namibische Politikerin

### Manon
- Manon (* 1940), Schweizer Künstlerin
- Manon Grashorn (* 1950), deutsche Künstlerin
- Manon, Christian (* 1950), französisch-australischer SchauspielerChristian Manon (* 1950)

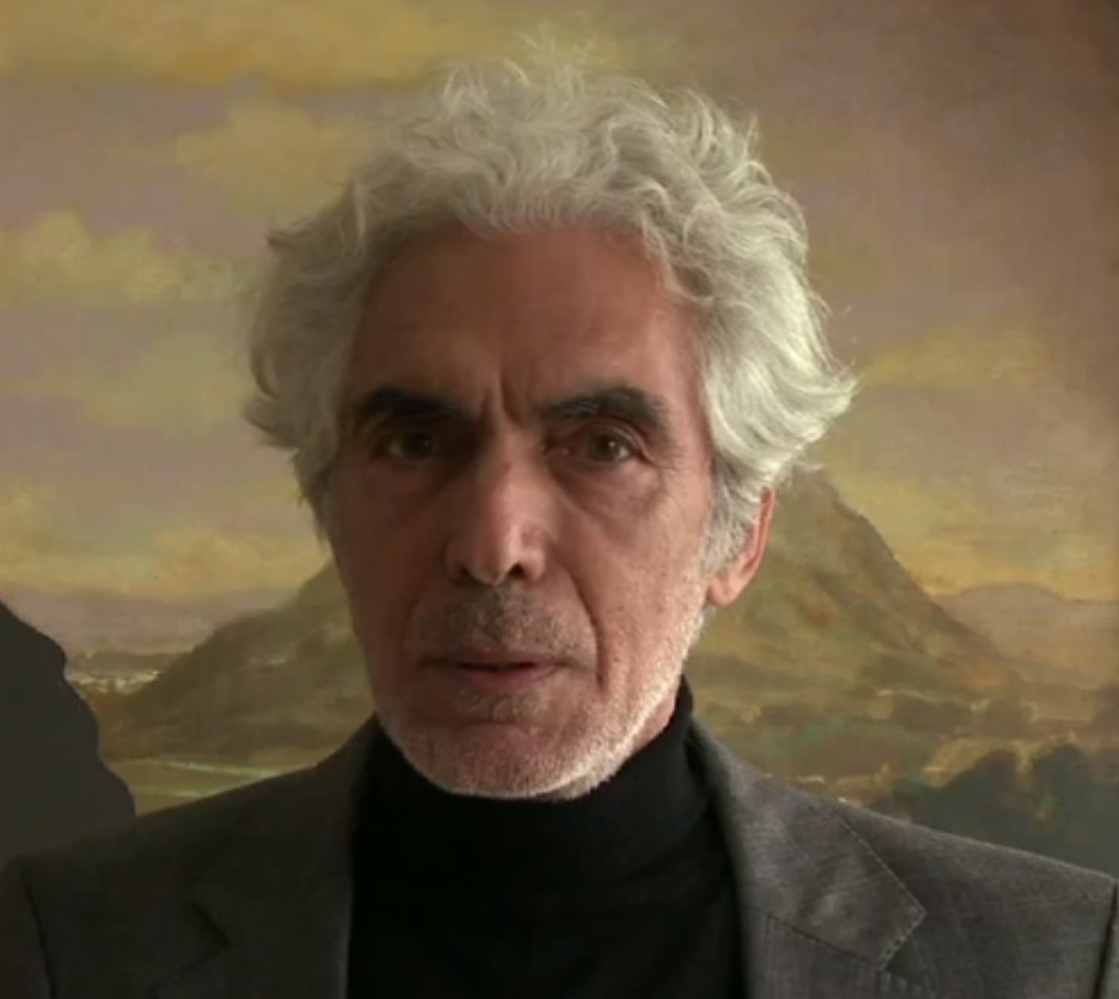
Christian Manon (* 1950)

- Manone, Wingy (1900–1982), US-amerikanischer Jazzmusiker (Trompete, Gesang)

### Manoo
- Manoogian, Ryan (* 1992), US-amerikanischer Volleyballspieler
- Manoogian, Torkom (1919–2012), armenischer Patriarch von Jerusalem der Armenischen Apostolischen Kirche

### Manop
- Manop Sornkaew (* 1982), thailändischer Fußballspieler

### Manor
- Manor, Amos (1918–2007), israelischer Direktor des israelischen Geheimdienstes Schin Bet (1953–1963)
- Manor, Ehud (1941–2005), israelischer Liedtexter, Radio- und Fernsehmoderator
- Manor, James (* 1945), US-amerikanischer Politikwissenschaftler
- Manor, Leroy J. (1921–2021), US-amerikanischer Offizier, Generalleutnant der US Air Force
- Manorama, indische Schauspielerin des bengalischen Films und des Hindi-Films
- Manorama (1926–2008), indische Schauspielerin des Panjabi- und Hindi-Films
- Manorama (1937–2015), indische Schauspielerin des tamilischen Films und Theaters
- Manorama, Ruth (* 1952), indische Frauenrechtsaktivistin
- Manorohanta, Cécile, madegassische Politikerin

### Manos
- Manos, Aspasia (1896–1972), griechische Prinzessin, Ehefrau von König AlexanderAspasia Manos (1896–1972)

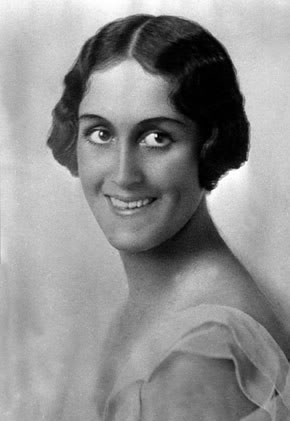
Aspasia Manos (1896–1972)

- Manos, Gregorios (1851–1928), griechischer Diplomat und Kunstsammler
- Manos, James Jr., US-amerikanischer Fernsehproduzent und Drehbuchautor
- Manoschek, Walter (* 1957), österreichischer Politikwissenschaftler
- Manoschin, Nikolai Alexejewitsch (1938–2022), sowjetischer Fußballspieler und -trainer

### Manot
- Manota, Abhinav (* 1992), neuseeländischer Badmintonspieler
- Manotti, Dominique (* 1942), französische Romanautorin und Historikerin

### Manou
- Manouchian, Missak (1906–1944), armenischer Lyriker, Journalist und Kämpfer der Resistance
- Manougian, Nourhan (* 1948), armenischer Patriarch
- Manoukian, Alain (* 1946), armenisch-französischer Modeschöpfer
- Manoukian, André (* 1957), französischer Jazzpianist, Komponist und Produzent armenischer Abstammung
- Manoukian, Athena (* 1994), griechische Sängerin armenischer Herkunft
- Manoury, Karl (1894–1966), deutscher Theologe und Historiker hugenottischer Abstammung
- Manoury, Philippe (* 1952), französischer Komponist
- Manousakis, Gregor (1935–2007), deutscher Journalist und Autor
- Manousakis, Michael (* 1967), deutscher Unternehmer und Fernsehdarsteller
- Manousis, Theodoros (1793–1858), griechischer Historiker und Neogräzist
- Manoussis, Nikos (* 1923), griechischer Grafiker und Übersetzer
- Manoux, J. P. (* 1969), US-amerikanischer Schauspieler
- Manouz, Erik (* 1978), deutscher Sänger, Gitarrist, Perkussionist und Songwriter

### Manow
- Manow, Philip (* 1963), deutscher Politikwissenschaftler und HochschullehrerPhilip Manow (* 1963)

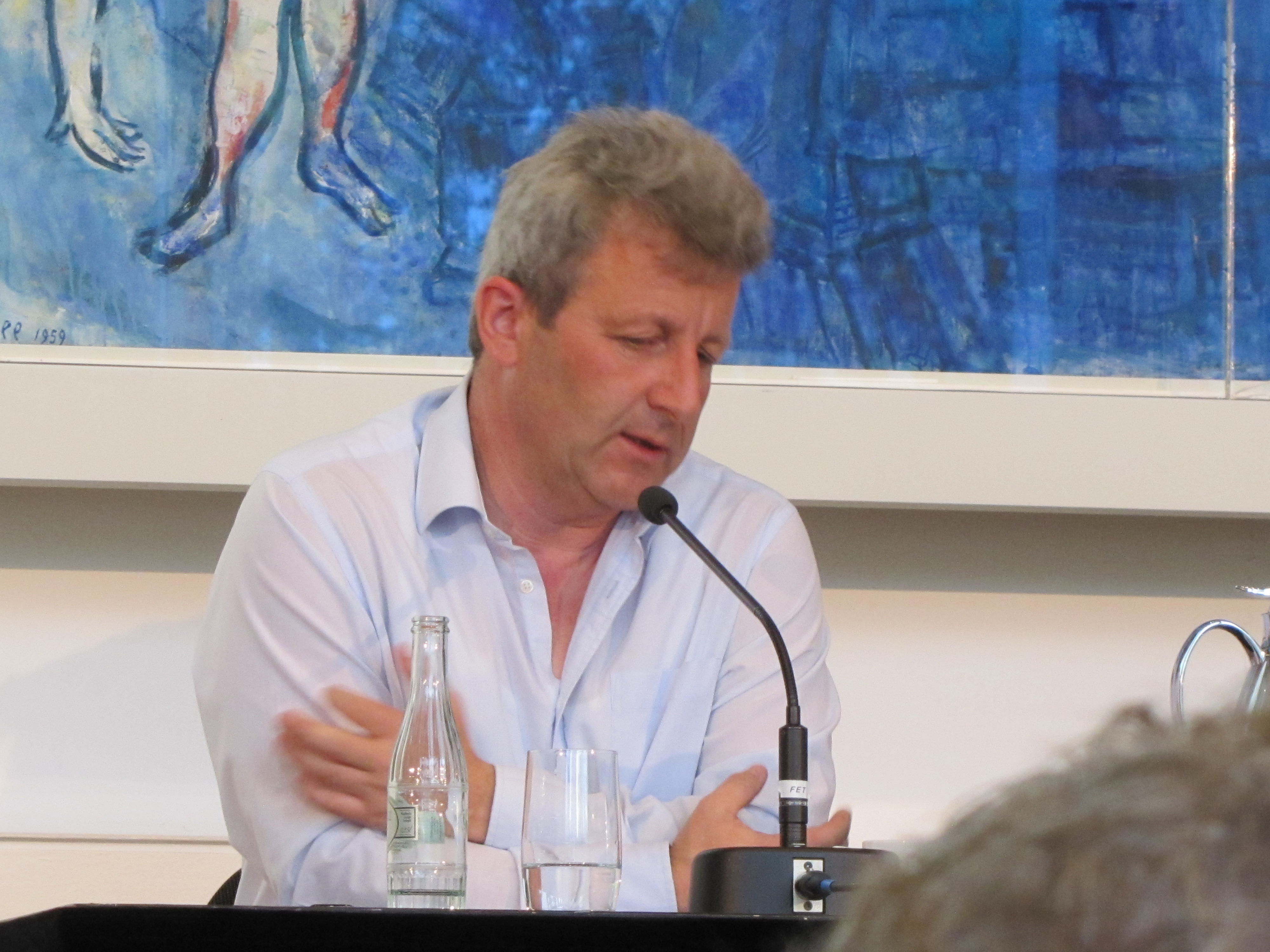
Philip Manow (* 1963)

- Manow, Volker (* 1961), deutscher Politiker und ehemaliger parteiloser Bürgermeister der Stadt Geesthacht
- Manowarda, Josef von (1890–1942), österreichischer Opernsänger (Bass und Heldenbariton)
- Manowiecka, Danuta (* 1953), polnische Sprinterin
- Manowitsch, Lew (* 1960), russisch-US-amerikanischer Medientheoretiker, Kritiker und Künstler
- Manowska, Małgorzata (* 1964), polnische Rechtswissenschaftlerin
- Manowski, Beatrice (* 1968), deutsche Film- und Fernsehschauspielerin

### Manox
- Manox, deutscher Musikproduzent